# スリル・ミー
『スリル・ミー』（Thrill Me、原題：Thrill Me: The Leopold & Loeb Story）は、アメリカの劇作家で作詞・作曲家のスティーブン・ドルギノフが、1924年に起きたレオポルドとローブ事件をもとに製作したミュージカルである。2003年7月16日にニューヨーク・Abingdon Theatre Arts Complexで初演され、2005年5月26日よりオフ・ブロードウェイにてYork Theatre Companyにより上演、Dramatists Play Serviceから刊行された。

## あらすじ（日本版・ネタバレを含む）
刑務所の仮釈放審議会の席で、囚人である"私"は34年前に起こした犯罪の仔細について語り始めた。

"私"の幼馴染にして、ニーチェの信奉者である"彼"は、自らを特別な存在・超人であるとし、犯罪を犯すスリルによって満足を得ていた。"彼"を愛していた"私"は、互いの欲求に全て応えるという血の契約書を取り交わし、"彼"の犯罪に加担するようになる。
彼らが犯した犯罪の数々は解決されることなく、"彼"の中では「自分は何をしても許される、なぜなら自分は超人だからである」というロジックがより強く確立されていく。満たされていく"彼"に対し、"私"は、自分に対する契約がなかなか履行されないことに不満を抱くようになる。

やがて、放火や窃盗で満たされなくなった"彼"は、さらなるスリルのため、そして自らの超人性を証明するため"私"とともに殺人に手を染める。
学校帰りの子どもを無作為に選び殺害し、顔に塩酸をかけ焼き身元が判らないようにした後、遺棄した。また、殺害前に子どもから聞き出した住所へ身代金要求の脅迫状を送り、金目的の誘拐であるように偽装した。"彼"はこの案を完全犯罪であると信じて疑わない様子であったが、"私"は後のやり取りで「やっぱり上手くいかない」と漏らしていることから、当初から計画のずさんさに気づいていたようである。

遺体はあっけなく発見され、塩酸で焼き忘れた身体的特徴により早々に身元も判明する。
一方、"私"は犯行後メガネを紛失したことに不安をおぼえていた。不安は的中し、遺体の近くに落ちていたメガネが発見される。さらに、そのメガネは高級品であったことから所有者が限られており、"私"に捜査の手が及ぶことは時間の問題であった。ふたりの今後について心配する"私"に対して"彼"は、取り調べを受けるのはお前だけだと言い捨てる。絶望の淵へと突き落とされた"私"の様子に構わず、"彼"は、自分の言うとおりにすれば無能な警察の目をくらませることなど容易いとうそぶき、"私"に虚偽のアリバイの提案をする。そして、くれぐれも自分のことを他言せぬようにと念を押す。
"彼"に見捨てられることを悟った"私"は、自首をし、また"彼"についても言及したことから、ふたりは逮捕される。

裁判では、"私"の父が雇った死刑廃止論者の弁護士が大演説をぶち、９９年の実刑判決が下された。死刑の回避を喜ぶ"彼"に、"私"は真実を打ち明ける。
わざとメガネを遺体の近くへ落としてきたこと、永遠（９９年）に"彼"と共に過ごす、あるいは"彼"と共に死刑となり命を終えるのが目的であったこと、全ては自分がこうなるよう仕向けたのだということ。

現在、"彼"は獄中で事件に巻き込まれ、既にこの世を去っている。
仮釈放が認められた"私"は、返還された幾つかの所持品の中にあった学生時代の"彼"の写真に語りかけ、物語は終わる。

## 登場人物
ネイサン・レオポルド（日本版：私）
　
リチャード・ローブ（日本版：彼）
　

## 楽曲
- M1：Prelude プレリュード
- M2：Why 隠された真実 - Nathan
- M3：Everybody Wants Richard 僕はわかってる - Nathan
- M4：Nothing Like A Fire やさしい炎 - Richard and Nathan
- M5：A Written Contract - Richard and Nathan
- M6：Thrill Me スリル・ミー - Nathan and Richard
- M7：The Plan 計画 - Richard and Nathan
- M8：Way Too Far 戻れない道 - Nathan
- M9：Roadster スポーツカー -  Richard
- M10：Superior 超人たち - Nathan and Richard
- M11：Ransom Note 脅迫状 - Richard and Nathan
- M12：My Glasses/Just Lay Low 僕の眼鏡/おとなしくしろ - Nathan and Richard
- M13：I'm Trying To Think あの夜の事 - Richard and Nathan
- M14：Reprise:Way Too Far戻れない道（リプライズ）- Nathan
- M15：Keep Your Deal With Me 僕と組んで - Richard and Nathan
- M16：I'm Afraid 死にたくない  - Richard
- M17：Life Plus 99 Years/Thrill Me(Finale) 九十九年 / スリル・ミー（フィナーレ）- Nathan and Richard

## スタッフ・キャスト

### オリジナル・スタッフ
- 作曲：スティーブン・ドルギノフ
- 作詞：スティーブン・ドルギノフ
- 台本：スティーブン・ドルギノフ
- 演出：マーティン・チャーニン

### オリジナル・キャスト
- ネイサン・レオポルド：クリストファー・トッテン
- リチャード・ローブ：マシュー・S・モリス

### オフ・ブロードウェイスタッフ
- 作曲：スティーブン・ドルギノフ
- 作詞：スティーブン・ドルギノフ
- 台本：スティーブン・ドルギノフ
- 演出：マイケル・ルパート

### オフ・ブロードウェイキャスト
- ネイサン・レオポルド：マット・バウアー → スティーブン・ドルギノフ
- リチャード・ローブ：ダグ・クリーガー → ション・ワイリー

## 日本版

### 日本版スタッフ
- 演出：栗山民也
- 翻訳・訳詞：松田直行
- 音楽監督：落合崇史

### 日本版キャスト
- 私：田代万里生/松下洸平/良知真次/チェ・ジェウン/尾上松也 /成河/松岡広大/木村達成
- 彼：新納慎也/柿澤勇人/小西遼生/キム・ムヨル/チェ・ジホ/伊礼彼方/福士誠治/山崎大輝/廣瀬友祐/前田公輝

### 公演
| 公演期間                                       | 公演数   | 劇場                          | 出演者（出演日順） | 出演者（出演日順） | ピアノ伴奏 （出演日順）      |
| 公演期間                                       | 公演数   | 劇場                          | 私                 | 彼                 | ピアノ伴奏 （出演日順）      |
| ---------------------------------------------- | -------- | ----------------------------- | ------------------ | ------------------ | ---------------------------- |
| 2011年9月15日 - 10月3日                        | 30回     | アトリエフォンテーヌ          | 田代万里生         | 新納慎也           | 朴勝哲                       |
| 2011年9月15日 - 10月3日                        | 30回     | アトリエフォンテーヌ          | 松下洸平           | 柿澤勇人           | 朴勝哲                       |
| 2012年3月14日 - 3月22日                        | 12回     | アトリエフォンテーヌ          | 田代万里生         | 新納慎也           | 落合崇史                     |
| 2012年7月15日 - 7月29日                        | 27回     | 天王洲 銀河劇場               | 良知真次           | 小西遼生           | 落合崇史 朴勝哲 オ・ソンミン |
| 2012年7月15日 - 7月29日                        | 27回     | 天王洲 銀河劇場               | 松下洸平           | 柿澤勇人           | 落合崇史 朴勝哲 オ・ソンミン |
| 2012年7月15日 - 7月29日                        | 27回     | 天王洲 銀河劇場               | 田代万里生         | 新納慎也           | 落合崇史 朴勝哲 オ・ソンミン |
| 2012年7月15日 - 7月29日                        | 27回     | 天王洲 銀河劇場               | チェ・ジェウン     | キム・ムヨル       | 落合崇史 朴勝哲 オ・ソンミン |
| 2012年8月8日                                   | 2回      | サンケイホールブリーゼ        | 田代万里生         | 新納慎也           | 朴勝哲                       |
| 2012年8月8日                                   | 2回      | サンケイホールブリーゼ        | 松下洸平           | 柿澤勇人           | 朴勝哲                       |
| 2013年3月14日 - 3月24日                        | 19回     | 天王洲 銀河劇場               | 良知真次           | 小西遼生           | 朴勝哲 オ・ソンミン          |
| 2013年3月14日 - 3月24日                        | 19回     | 天王洲 銀河劇場               | 松下洸平           | 柿澤勇人           | 朴勝哲 オ・ソンミン          |
| 2013年3月14日 - 3月24日                        | 19回     | 天王洲 銀河劇場               | チェ・ジェウン     | チェ・ジホ         | 朴勝哲 オ・ソンミン          |
| 2014年11月7日 - 11月24日                       | 27回     | 天王洲 銀河劇場               | 尾上松也           | 柿澤勇人           | 朴勝哲                       |
| 2014年11月7日 - 11月24日                       | 27回     | 天王洲 銀河劇場               | 田代万里生         | 伊礼彼方           | 朴勝哲                       |
| 2014年11月7日 - 11月24日                       | 27回     | 天王洲 銀河劇場               | 松下洸平           | 小西遼生           | 朴勝哲                       |
| 2014年11月29日                                 | 2回      | サンケイホールブリーゼ        | 田代万里生         | 伊礼彼方           | 朴勝哲                       |
| 2014年11月29日                                 | 2回      | サンケイホールブリーゼ        | 松下洸平           | 小西遼生           | 朴勝哲                       |
| 2018年12月14日 - 2019年1月14日                 | 44回     | 東京芸術劇場シアターウエスト  | 成河               | 福士誠治           | 朴勝哲                       |
| 2018年12月14日 - 2019年1月14日                 | 44回     | 東京芸術劇場シアターウエスト  | 松下洸平           | 柿澤勇人           | 朴勝哲                       |
| 2019年1月19日 - 20日                           | 4回      | サンケイホールブリーゼ        | 松下洸平           | 柿澤勇人           |                              |
| 2019年1月19日 - 20日                           | 4回      | サンケイホールブリーゼ        | 成河               | 福士誠治           |                              |
| 2019年1月25日                                  | 2回      | 芸術創造センター              | 松下洸平           | 柿澤勇人           |                              |
| 2019年1月25日                                  | 2回      | 芸術創造センター              | 成河               | 福士誠治           |                              |
| 2021年4月1日 - 24日 (4月25日 - 5月2日公演中止) | 45回     | 東京芸術劇場シアターウエスト  | 田代万里生         | 新納慎也           | 落合崇史 篠塚祐伴 朴勝哲     |
| 2021年4月1日 - 24日 (4月25日 - 5月2日公演中止) | 45回     | 東京芸術劇場シアターウエスト  | 成河               | 福士誠治           | 落合崇史 篠塚祐伴 朴勝哲     |
| 2021年4月1日 - 24日 (4月25日 - 5月2日公演中止) | 45回     | 東京芸術劇場シアターウエスト  | 松岡広大           | 山崎大輝           | 落合崇史 篠塚祐伴 朴勝哲     |
| 2021年5月4日 - 5日                             | 3回      | 高崎芸術劇場                  | 成河               | 福士誠治           | 朴勝哲 篠塚祐伴              |
| 2021年5月4日 - 5日                             | 3回      | 高崎芸術劇場                  | 松岡広大           | 山崎大輝           | 朴勝哲 篠塚祐伴              |
| 2021年5月15日 - 16日                           | 4回      | ウインクあいち大ホール        | 田代万里生         | 新納慎也           | 朴勝哲 篠塚祐伴              |
| 2021年5月15日 - 16日                           | 4回      | ウインクあいち大ホール        | 成河               | 福士誠治           | 朴勝哲 篠塚祐伴              |
| 2021年5月15日 - 16日                           | 4回      | ウインクあいち大ホール        | 松岡広大           | 山崎大輝           | 朴勝哲 篠塚祐伴              |
| (2021年5月19日 - 23日 全公演中止)              | 公演中止 | サンケイホールブリーゼ        | 松岡広大           | 山崎大輝           |                              |
| (2021年5月19日 - 23日 全公演中止)              | 公演中止 | サンケイホールブリーゼ        | 成河               | 福士誠治           |                              |
| (2021年5月19日 - 23日 全公演中止)              | 公演中止 | サンケイホールブリーゼ        | 田代万里生         | 新納慎也           |                              |
| 2023年9月7日 - 10月3日                         | 51回     | 東京芸術劇場シアターウエスト  | 尾上松也           | 廣瀬友祐           | 朴勝哲                       |
| 2023年9月7日 - 10月3日                         | 51回     | 東京芸術劇場シアターウエスト  | 木村達成           | 前田公輝           | 落合崇史                     |
| 2023年9月7日 - 10月3日                         | 51回     | 東京芸術劇場シアターウエスト  | 松岡広大           | 山崎大輝           | 篠塚祐伴                     |
| 2023年10月7日 - 10月9日                        | 6回      | サンケイホールブリーゼ        | 尾上松也           | 廣瀬友祐           | 朴勝哲                       |
| 2023年10月7日 - 10月9日                        | 6回      | サンケイホールブリーゼ        | 松岡広大           | 山崎大輝           | 篠塚祐伴                     |
| 2023年10月7日 - 10月9日                        | 6回      | サンケイホールブリーゼ        | 木村達成           | 前田公輝           | 落合崇史                     |
| 2023年10月11日 - 12日                          | 2回      | キャナルシティ劇場            | 尾上松也           | 廣瀬友祐           | 朴勝哲                       |
| 2023年10月11日 - 12日                          | 2回      | キャナルシティ劇場            | 木村達成           | 前田公輝           | 落合崇史                     |
| 2023年10月14日 - 15日                          | 3回      | ウインクあいち大ホール        | 木村達成           | 前田公輝           | 落合崇史                     |
| 2023年10月14日 - 15日                          | 3回      | ウインクあいち大ホール        | 松岡広大           | 山崎大輝           | 篠塚祐伴                     |
| 2023年10月14日 - 15日                          | 3回      | ウインクあいち大ホール        | 尾上松也           | 廣瀬友祐           | 朴勝哲                       |
| 2023年10月21日 - 22日                          | 3回      | 高崎芸術劇場 スタジオシアター | 尾上松也           | 廣瀬友祐           | 朴勝哲                       |
| 2023年10月21日 - 22日                          | 3回      | 高崎芸術劇場 スタジオシアター | 木村達成           | 前田公輝           | 落合崇史                     |
| 2023年10月21日 - 22日                          | 3回      | 高崎芸術劇場 スタジオシアター | 松岡広大           | 山崎大輝           | 篠塚祐伴                     |

### 関連商品

#### CD
2014年11月公演の3ペアで、 ほぼ全曲が入った、完全版ＣＤライヴ録音盤
- ミュージカル『スリル・ミー』ライヴ録音盤ＣＤ・松下洸平×小西遼生
- ミュージカル『スリル・ミー』ライヴ録音盤ＣＤ・尾上松也（松竹）×柿澤勇人
- ミュージカル『スリル・ミー』ライヴ録音盤ＣＤ・田代万里生×伊礼彼方